# Wassili Iwanowitsch Tschuikow

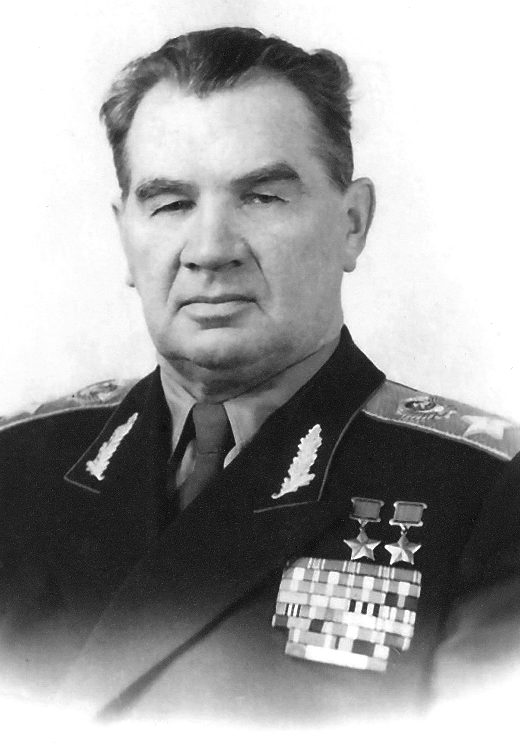
Wassili Tschuikow (um 1960)

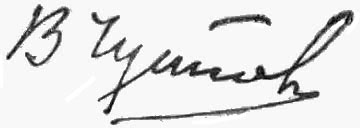
Wassili Iwanowitsch Tschuikow

Wassili Iwanowitsch Tschuikow (russisch Василий Иванович Чуйков, wiss. Transliteration Vasilij Ivanovič Čujkov, anhörenⓘ, * 31. Januarjul. / 12. Februar 1900greg. in Serebrjanyje Prudy, Gouvernement Tula, Russisches Kaiserreich; † 18. März 1982 in Moskau, Sowjetunion) war ein sowjetischer Militärführer und Politiker. Er erhielt 1944 und 1945 die Auszeichnung Held der Sowjetunion und wurde 1955 zum Marschall der Sowjetunion ernannt.

## Leben
Tschuikow wuchs in einer armen Bauernfamilie mit zwölf Kindern auf. Er wurde als achtes Kind und fünfter von acht Brüdern geboren. Er besuchte vier Jahre die Grundschule im Dorf. Im Alter von 12 Jahren ging er nach Sankt Petersburg, wo bereits seine Brüder als einfache Arbeiter lebten. Für fünf Rubel und Verpflegung arbeitete er zuerst zwei Jahre als Pförtnerjunge. Später wurde er zum Schlosser ausgebildet und arbeitete auch in diesem Beruf. Wie drei seiner Brüder war er 1917 in der Baltischen Flotte in Kronstadt. Zwei der Brüder nahmen aktiv am Sturm auf den Winterpalast, mithin an der Oktoberrevolution, teil. Er war nur kurz in der Flotte, bevor er mit seinen Brüdern desertierte. Wie seine Brüder war er früh Anhänger der Bolschewiken und 1917 Mitglied der Roten Garde. 1918 trat er in die Rote Armee ein und nahm im selben Jahr an der Bekämpfung des Aufstands der Linken Sozialrevolutionäre in Moskau teil. Danach folgten vier Monate Ausbildung an der Alexejewski-Militärschule.
1919 wurde er als Mitglied in die Kommunistische Partei Russlands (Bolschewiki) aufgenommen. Während des russischen Bürgerkriegs wurde er Regimentskommandeur und war in Sibirien eingesetzt. 1925 schloss er die Frunse-Militärakademie in Moskau ab. 1927 wurde er als Militärattaché in die Republik China entsandt und war dort auch als Militärberater tätig. Ab September 1929 bis 1933 war Tschuikow Chef einer Stabsabteilung der Besonderen Rotbanner-Fernostarmee unter dem Kommando von Wassili Konstantinowitsch Blücher und bis 1935 war er Leiter eines KUKS (Weiterbildungskurs des Truppenkommandos der Roten Armee). 1935 war er für sieben Monate auf der Stalin-Militärakademie in Moskau und von 1936 bis 1938 war er Kommandeur einer mechanisierten Brigade in Bobruisk. Ab 1938 wurde er Kommandeur eines Schützenkorps und anschließend als Chef der Brobruisker Armeegruppe ernannt, später umbenannt in 4. Armee.
Beim sowjetischen Einmarsch 1939 in Polen war Tschuikow Oberbefehlshaber der 4. Armee. Während des sowjetisch-finnischen Winterkriegs 1939/1940 kommandierte er die 9. Armee und musste in der Schlacht von Suomussalmi eine Niederlage hinnehmen. Von Dezember 1940 bis März 1942 war er daraufhin als Militärattaché in der Republik China eingesetzt. Im Juni 1942 wurde er zum Generalleutnant befördert und vom 10. Juli bis 4. August hatte er den Oberbefehl über die 64. Armee im östlichen Don-Bogen. Am 12. September 1942 wurde er Oberbefehlshaber der 62. Armee, die er in der Schlacht von Stalingrad befehligte.
Tschuikow war für seine Härte bekannt. In seinem Buch Stalingrad – Anfang des Weges, seiner Sicht auf die Schlacht von Stalingrad, rechtfertigte Tschuikow im Nachhinein seine Härte mit dem Satz „Zeit ist Blut“: Er habe seine Offiziere zu schnellen Entschlüssen drängen müssen, da sie anderenfalls durch ihr Zögern das Leben ihrer Untergebenen gefährdet hätten. Mehrere Offiziere erschoss er selbst. Tschuikow schrieb: „Wir wandten sofort die härtesten Maßnahmen auf alle Feiglinge an. Am 14. erschoß ich den Kommandeur und den Kommissar eines Regiments, wenig später erschoß ich auch noch zwei Brigadekommandeure und die Kommissare. Alle waren total verblüfft. Wir brachten das allen Kämpfern, vor allem aber den Offizieren, zur Kenntnis“. Im Oktober 1942 erteilte Tschuikow dem Kommandeur der 138. Schützendivision den Befehl, den Bahnhof von Stalingrad einzunehmen, und fügte hinzu: „Ich warne Sie, wenn Sie meinen militärischen Befehl nicht erfüllen, werden Sie vor Gericht gestellt.“ Der Historiker Jörg Baberowski schätzte, dass als Konsequenz dieses Befehls Tausende Soldaten sinnlos geopfert wurden.:Seite 428
Am 16. April 1943 wurde die 62. Armee in 8. Gardearmee umbenannt und im Mai der Südwestfront unter General Malinowski zugeteilt. Es folgte Tschuikows  Teilnahme an der Donezbecken-Operation (13. August – 22. September 1943) und an der Schlacht um die Dnjepr-Linie. Südlich von Dnjepropetrowsk überquerten seine Truppen den Dnjepr, ab 20. Oktober operierte die 8. Gardearmee im Rahmen der 3. Ukrainischen Front. Es folgte im Jahre 1944 die Teilnahme an der Beresnegowatoje-Snigirjower Operation (6.–18. März) und die Befreiung von Odessa. Im Rahmen der 1. Weißrussischen Front (Generaloberst K. K. Rokossowski) wurde während der
Lublin-Brester Operation (18. Juli bis 2. August) der westliche Bug überschritten, Lublin am 24. Juli besetzt und Anfang August einen Brückenkopf bei Magnuszew über die Weichsel gebildet. In der am 12. Januar 1945 beginnenden Weichsel-Oder-Operation wurde Küstrin an der Oder erreicht und der Krieg mit der Teilnahme an der Berliner Operation beendet.

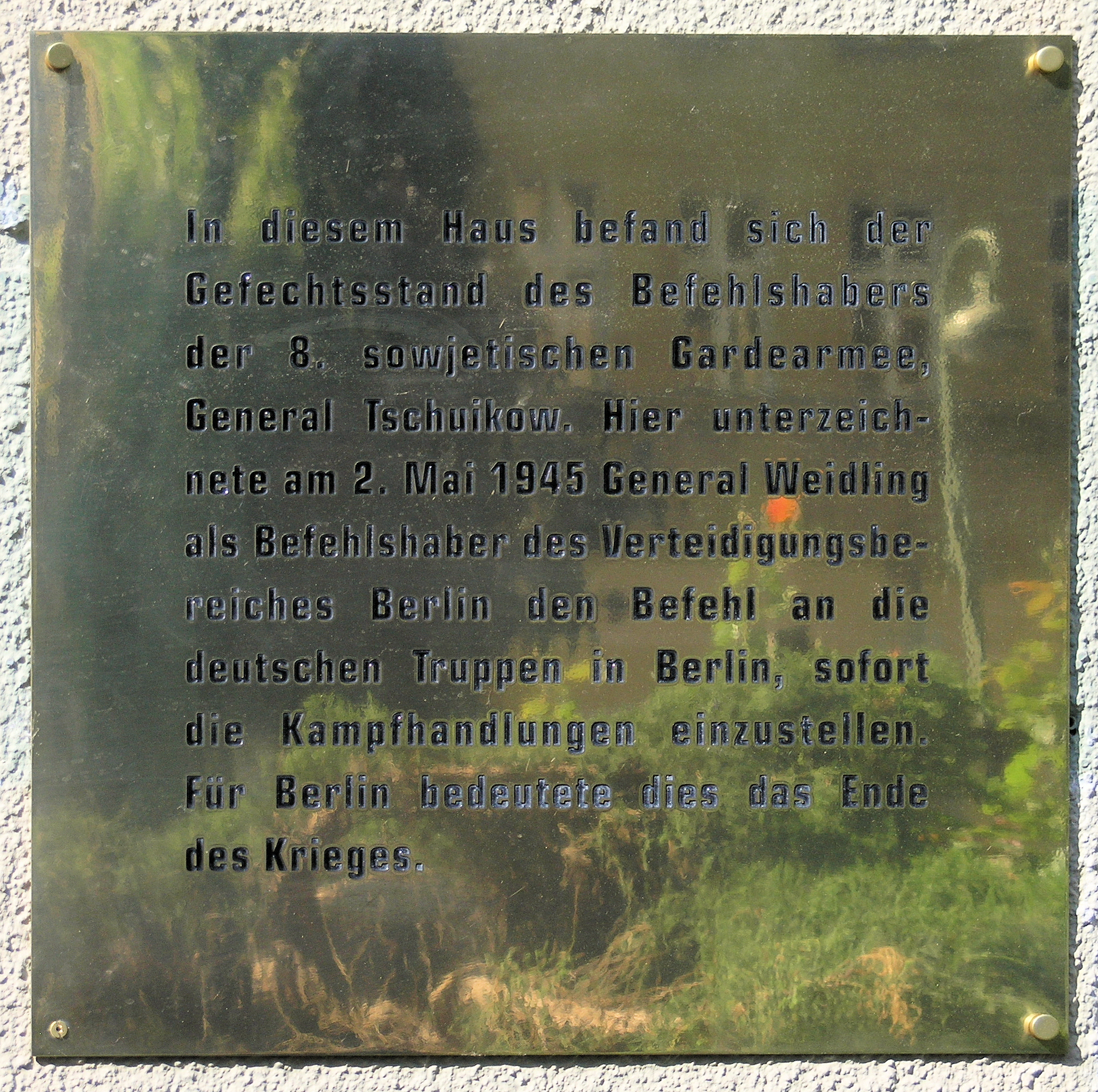
Gedenktafel am Haus Schulenburgring 2 in Berlin-Tempelhof

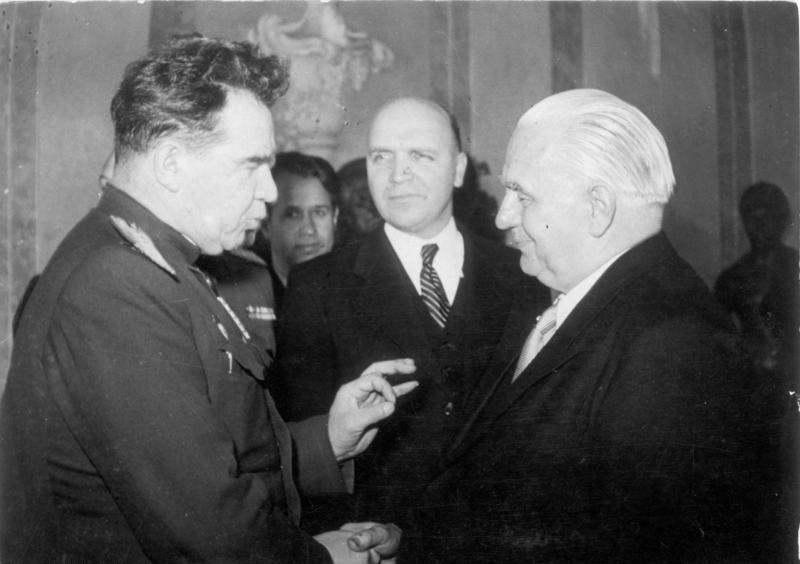
General Tschuikow gratuliert Wilhelm Pieck (1951)

1945/1946 war Tschuikow Chef der Sowjetischen Militäradministration in Thüringen (SMAT), von 1946 bis März 1949 stellvertretender Chef der Sowjetischen Militäradministration in Deutschland (SMAD) und von März 1949 bis November 1949 deren Kommandeur. Tschuikow war es, der in Berlin-Karlshorst auf Beschluss der sowjetischen Regierung die Regierungsgeschäfte offiziell der Regierung der DDR übertrug. 1949 bis 1953 war Armeegeneral Tschuikow Chef der Sowjetischen Kontrollkommission (SKK) und Oberkommandierender der Gruppe der Sowjetischen Streitkräfte in Deutschland.
Tschuikow war von 1952 bis 1961 Kandidat des Zentralkomitees der KPdSU und wurde 1961 Vollmitglied. Nach dem Tode Stalins wurde Tschuikow (1953 bis 1960) Chef des Militärbezirks Kiew, was für ihn zunächst einen Abstieg bedeutete. 1955 wurde er jedoch zum Marschall der Sowjetunion befördert. Von 1960 bis 1964 war er Oberbefehlshaber der Landstreitkräfte der UdSSR und stellvertretender Verteidigungsminister der Sowjetunion. 1964 bis 1972 war er Chef der Zivilverteidigung und ab 1972 Generalinspekteur des Verteidigungsministeriums. In mehreren Büchern schilderte er seine Erlebnisse als Befehlshaber im Zweiten Weltkrieg.
Um seine Leistungen während der Schlacht von Stalingrad zu würdigen, wurde Tschuikow als erster Marschall der Sowjetunion außerhalb Moskaus beerdigt. Sein Grab befindet sich in der Gedenkstätte auf dem Mamajew-Hügel in Wolgograd.

## Schriften in deutscher Übersetzung
- Stalingrad – Anfang des Weges. Deutscher Militärverlag, Berlin 1961.
- Das Ende des Dritten Reiches. Goldmann, München 1966 (und weitere Ausgaben).
- Gardisten auf dem Weg nach Berlin. Militärverlag der Deutschen Demokratischen Republik, Berlin 1976.
- Stalingrad: Lehren der Geschichte. Verlag Progress Moskau 1979; Parallelausgabe: Röderberg-Verlag, Frankfurt am Main 1979, ISBN 3-87682-593-8.
- Die Schlacht des Jahrhunderts. Militärverlag der Deutschen Demokratischen Republik, Berlin 1980 (und weitere Ausgaben).